# Joe Baca

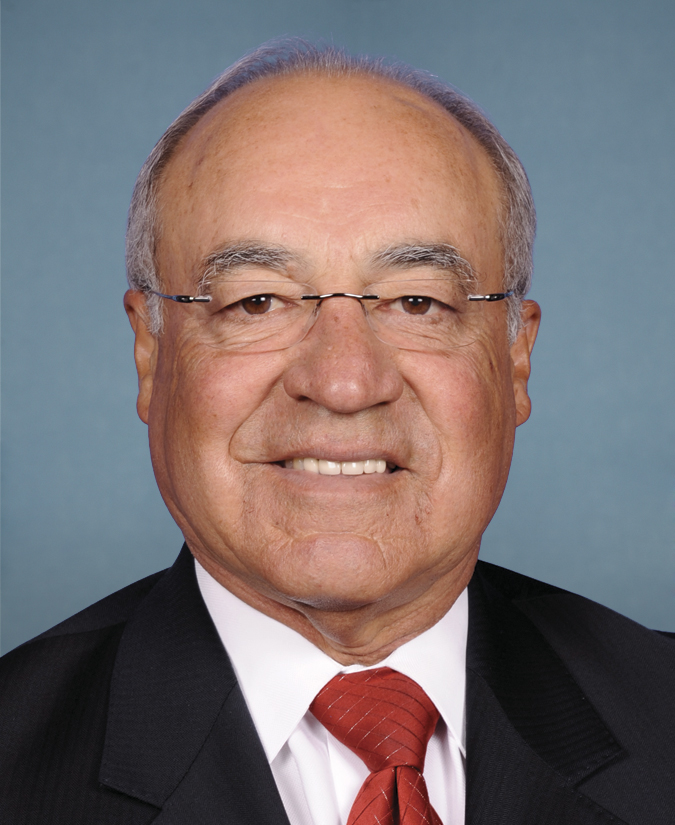
Joe Baca

Joseph N. „Joe“ Baca (* 23. Januar 1947 in Belen, New Mexico) ist ein US-amerikanischer Politiker. Von 1999 bis 2013 vertrat er den Bundesstaat Kalifornien im US-Repräsentantenhaus. Bei der Wahl 2012 unterlag er seiner demokratischen Mitbewerberin Gloria Negrete McLeod.

## Werdegang
Joe Baca diente zwischen 1966 und 1968 in der United States Army und besuchte dann bis 1971 die California State University in Los Angeles. Danach arbeitete er 15 Jahre lang für eine Elektro- und Telefonfirma. Außerdem begann er als Mitglied der Demokratischen Partei eine politische Laufbahn. Zwischen 1992 und 1999 saß er als Abgeordneter in der California State Assembly; im Jahr 1999 gehörte er für einige Zeit dem Senat von Kalifornien an.
Nach dem Tod des Kongressabgeordneten George Brown wurde Baca bei der fälligen Nachwahl für den 42. Sitz von Kalifornien als dessen Nachfolger in das US-Repräsentantenhaus in Washington, D.C. gewählt, in das er am 16. November 1999 einzog und bis 2010 alle zwei Jahre wiedergewählt wurde. Seit 2003 vertrat er als Nachfolger von Ken Calvert den 43. Wahlkreis seines Staates. In seine Zeit als Kongressabgeordneter fielen die Terroranschläge am 11. September 2001, der Irakkrieg und der Militäreinsatz in Afghanistan. Baca war Mitglied im Landwirtschaftsausschuss und im Finanzausschuss sowie in fünf Unterausschüssen. Von 2007 bis 2008 war er als Nachfolger von Grace Napolitano Vorsitzender des Congressional Hispanic Caucus. Innerparteilich zählt er zur moderat konservativen Blue Dog Coalition. Bei den Kongresswahlen 2012 verlor er seinen nach der Volkszählung 2010 umgeschnittenen Wahlkreis gegen seine demokratische Konkurrentin Gloria Negrete McLeod und schied am 3. Januar 2013 aus dem Abgeordnetenhaus aus.
Privat betreibt Baca zusammen mit seiner Frau seit 1989 die Firma Interstate World Travel in San Bernardino. Das Paar hat fünf erwachsene Kinder, sein Sohn Joe Baca, Jr. war Abgeordneter in der California State Assembly.